# Карлук (Иркутский район)
Карлу́к (бур. Хараалаг) — посёлок городского типа в Иркутском районе Иркутской области России. Административный центр Карлукского муниципального образования.

## География
Расположен в 13 км от Иркутска по Качугскому тракту.

## Население
| 2002  | 2010  | 2011  | 2012  | 2013  | 2014  | 2015  |
| ----- | ----- | ----- | ----- | ----- | ----- | ----- |
| 1816  | ↗2572 | ↗2590 | ↗2793 | ↗2986 | ↗3195 | ↗3303 |
| 2016  | 2017  | 2021  |       |       |       |       |
| ↗3356 | ↗3534 | ↗4950 |       |       |       |       |

## История
Основан в 1776 году.

## Происхождение названия
По одной из версий, название посёлка происходит от бурятского хараалаг — «чёрно-пегая» (гора). В настоящее время это — Кудинская гора.
По другой версии, данный топоним образован от тюркского кар — «снег», карлук — «снежный».
Якутский исследователь Борис Чарпыков считает, что в основе названия лежит якутское хара уулах — «чёрная вода» или хара олох — «чёрное место».

## Инфраструктура
В посёлке расположены средняя общеобразовательная школа, детская музыкальная школа, детские сады, дом культуры, фельдшерский пункт, приют для животных.